# Àgnia Bartó
  Àgnia Bartó  (rus: Агнесса Львовна Барто) (pronunciació en rus: /ˈaɡnʲɪjə ˈlʲvovnə bɐrˈto/) (Kaunas, 4 de febrer de 1901 (Julià) - Moscou, 1 d'abril de 1981), nom complet amb patronímic Àgnia Lvovna Bartó, rus: А́гния Льво́вна Барто́, fou una poetessa, escriptora de literatura infantil, guionista i locutora de ràdio soviètica. Guardonada amb el Premi Stalin de segon grau (1950) i el Premi Lenin (1972).

## Biografia
Àgnia va néixer com a Guitel Leibovna Volovaa Moscou, al si d'una família jueva. El seu pare, Lev Nikolaievitx (Abram-Lev Nakhmanóvitx) Volov, era veterinari, i la seva mare, Maria Ilínitxna (Eliaixevna) Volova (de soltera Blokh), era de Kaunas, Lituània. Àgnia Va estudiar a l'escola primària i al mateix temps a l'escola de ballet. Després va entrar a l'escola de ballet i després de finalitzar els seus estudis el 1924, se'n va anar a una companyia de ballet, on va treballar durant aproximadament un any.
A Àgnia li agradava la poesia i aviat va començar a escriure la seva pròpia, tractant d'imitar Anna Akhmàtova i Vladímir Maiakovski. Ella va llegir la seva pròpia poesia en la cerimònia de graduació de l'escola de ballet. Entre els convidats hi havia el ministre d'Educació Anatoli Lunatxarski qui va comentar que en lloc de voler-se convertir en ballarina el que havia de fer era ser una poetessa professional. Segons la llegenda, malgrat el fet que tota la poesia de Bartó en aquest moment era sobre l'amor i la revolució, Lunatxarski va predir que es convertiria en una famosa poetessa dels nens.
Àgnia es va casar amb l'ornitòleg i poeta Pàvel Bartó. Alguns dels seus poemes infantils van ser publicats sota dos noms: Àgnia Bartò i Pàvel Bartó. Juntament amb ell, ella va escriure tres poemes - Dévotxka rovuixka rus: Девочка-рёвушка, Dévotxka chumàzaia rus: Девочка чумазая i Stxitàlotxka rus: Считалочка. En 1927 van tenir un fill, Edgar (Garik), i 6 anys després la parella es va divorciar.
El 1925 va publicar els seus primers llibres: El noi xinès Wan-Lin, rus: Китайчонок Ван-Линь i Mixka el lladregot, rus: Мишка-Воришка. Posteriorment va publicar El Primer de Maig, rus: Первое мая el 1926 i Germans, rus: Братишки el 1928, que va rebre una opinió positiva de Kornei Txukovski. Després de publicar un llibre de miniatures poètiques per a nens titulat "Joguines", rus: Игрушки Igruixki, el 1936, de sobte es va convertir en un dels autors de literatura infantil més populars, amb milions d'exemplars publicats.
Durant la Gran Guerra Pàtria la família Bartó fou evacuada a Sverdlovsk. Allà Àgnia va haver d'aprendre l'ofici de torner. El premi que va rebre durant la guerra, el va donar per a la construcció d'un tanc.Va escriure també poesia patriòtica antinazi, sovint dirigida directament al líder del poble soviètic, Ióssif Stalin, i va treballar com a corresponsal al front occidental per al diari Komsomólskaia Pravda. El 1944, la família va retornar a Moscou. El seu fill Garik moriria el 5 de maig de 1945, a l'edat de 18 anys, quan fou envestit per un camió mentre anava en bicicleta pel carrer de Lavruixinski.
El 1949, va ser guardonada amb el Premi Stalin pel seu llibre Poesia per a nens.
El segon marit d'Àgnia fou el membre corresponent de l'Acadèmia de Ciències de l'URSS Andrei Vladímirovitx Sxegliàev; amb ell va tenir una filla, Tatiana Andríevna Sxegliàeva.
Durant la dècada de 1960, Bartó va treballar en un orfenat que la va inspirar a escriure el poema Zvenígorod, rus: Звенигород, escrit el 1947, i publicat per primer cop el 1966). Durant nou anys, Bartó la presentadora del programa de ràdio Troba una persona, rus: Найти человека, que va ajudar la gent a trobar familiars perduts durant la Segona Guerra Mundial. Durant aquest temps va ajudar a reunir no menys d'un miler de famílies. Va escriure un llibre sobre això el 1966. El 1977, va publicar Traduccions de l'idioma dels nens, rus: Переводы с детского, compost per les seves traduccions de poemes escrits per nens de diferents països. Va morir a Moscou el 1981. Està enterrada al cementiri de Novodévitxi.

## Guionista
Fou autora del guió de les pel·lícules infantils Nen trobat (Подкидыш, 1940), Un elefant i una corda (Слон и верёвочка), 1945), Alioixa Ptitsin es forja un caràcter (Алёша Птицын вырабатывает характер), 1953, 10.000 nois (10.000 мальчиков), 1962 i Trobeu una persona (Найти человека).

## Premis i altres reconeixements
- Orde de Lenin
- Orde de la Revolució d'Octubre
- Dos  Ordes de la Bandera Roja del Treball
- Orde de la Insígnia d'Honor
- Medalla pel rescat dels caiguts
- 1950: Premi Stalin
- 1972: Premi Lenin
- 1976: Premi Hans Christian Andersen.
- EL cràter Barto a Venus fou batejat així en honor seu el 1985.
- Un planeta menor, 2279 Barto descobert el 1968 per l'astònoma soviètica Liudmila Txernikh també va ser nomenat en el seu honor.[4]